# Matej Poplatnik
Matej Poplatnik (1992. július 15. –) szlovén labdarúgó, jelenleg a Kaposvári Rákóczi játékosa kölcsönben az indiai Kerala Blasters csapatától.

## Pályafutása

### Klubcsapatokban
Poplatnik 2010 és 2012 között a szlovén NK Kranj, majd 2012 és 2015 között a szintén szlovén ND Triglav Kranj labdarúgója volt. 2015-ben egy rövid ideig a bolgár élvonalbeli FC Montana labdarúgója volt, amelyben tizennégy bajnoki mérkőzésen lépett pályára, de nem szerzett gólt. 2016 és 2018 között a Triglav Kranj színeiben hatvankét mérkőzésen negyvenkilenc gólt szerzett a szlovén első- és másodosztályban. 2018-ban leszerződtette őt az indiai Kerala Blasters csapata. 2019 júliusában kölcsönvette őt a Kaposvári Rákóczi csapata.

### Válogatottban
2013-ban egy alkalommal pályára lépett a szlovén U21-es labdarúgó-válogatottban egy Portugália elleni barátságos mérkőzésen.